# Олігонуклеотид
Олігонуклеотид (від грец. ολιγος — малий, від лат. nucleus — ядро, англ. oligonucleotide) — невеликий, короткий фрагмент РНК або ДНК, отриманий шляхом розщеплення більш довгих полінуклеотидів або шляхом хімічного синтезу. Використовуються у якості праймерів чи ДНК-зондів. Олігонуклеотиди модулюють експресію генів через сполучення основ Уотсона-Кріка з цільовими нуклеїновими кислотами.

## Основні характеристики
Спарені основи нуклеотидів можна як еквіваленти мономерів, утворюють класичні хімічні полімери. Нуклеотид складається з трьох елементів: азотовмісної основи, молекули сахарози з п'ятьма атомами вуглецю (два елементи утворюють нуклеозид) і однієї або декількох фосфатних груп. З іншого боку, нуклеотиди можуть складатися з неприродних чи неканонічних основ. Серед типових прикладів можна назвати ЗНК (замкнені нуклеїнові кислоти), морфолінові олігонуклеотиди та видозмінені основи або каркаси молекул.
Складні послідовності нуклеотидів утворюють важливі біомолекули РНК та ДНК. У разі РНК, що є одноланцюжковим біополімером, місце сахарози займає рибоза. До складу дволанцюгової молекули ДНК входить дезоксирибоза. Структурними елементами важливих олігонуклеотидів є короткі послідовності дезоксирибонуклеїнових та рибонуклеїнових кислот. Певні послідовності цих нуклеотидів утворюють цільові біомолекули, що використовуються для біологічних, медичних та клінічних завдань. Довжину олігонуклеотиду зазвичай позначають «-mer» (від грец. meros — частина). Наприклад, олігонуклеотид з шести нуклеотидів (nt) є гексамером, тоді як один з 25 нуклеотидів зазвичай називають «25-mer».

## Синтез олігонуклеотидів
Хімічний синтез олігонуклеотидів найбільш ефективний у твердофазному варіанті, заснованому на фосфорамідітних будівельних блоках. Синтез олігонуклеотидів значною мірою автоматизований. Інші методи, такі як фосфодіефірний метод, фосфотріефірний метод або H-фосфонатний метод, становлять в основному історичний інтерес і застосовуються вкрай рідко.
Хімічний синтез олігонуклеотидів реалізується на твердому носії покроковим додаванням відповідним чином активованих і захищених нуклеозидних будівельних блоків, доки не буде отримана задана послідовність. Далі всі захисні групи, необхідні у процесі елонгації ланцюга, видаляються одночасно з від'єднанням олігонуклеотида від твердої підкладки. Довжина та чистота продукту визначається якістю зв'язування та видалення захисних груп.

## Функція олігонуклеотидів
Олігонуклеотиди використовуються як зонди для виявлення послідовностей, комплементарних до олігонуклеотидів. Коли потрібно виявити певну послідовність, комплементарний олігонуклеотид синтезується в лабораторії і потім зв'язується з флуоресцентним маркером. Отже, олігонуклеотиди легко зв'язуються специфічним для послідовності способом з відповідними комплементарними олігонуклеотидами, ДНК або РНК, утворюючи дуплекси або, рідше, гібриди вищого порядку. Приклади процедур, для яких використовують олігонуклеотиди включають мікрочипи ДНК, Саузерн-блоти, аналіз ASO, флуоресцентну гібридизацію in situ (FISH), ПЛР та синтез штучних генів.

## Хімічні модифікації олігонуклеотидів
Розвиток біотехнології та медицини викликав особливий інтерес до модифікованих олігонуклеотидів. Останні умовно поділяються на аналоги й кон'югати олігонуклеотидів. Кон'югатами вважають продукти ковалентного зв'язування олігонуклеотидів з іншими молекулами зі специфічними властивостями — флуоресцентними, афінними та спіновими мітками, ліпофільними і транспортними групами, білками й пептидами, хімічними нуклеазами тощо. Аналогами ж називають олігонуклеотиди, що містять модифіковані елементи власної структури — гетероциклічні основи, вуглеводні залишки чи фосфодиефірні зв'язки.
Модифікація олігонуклеотидів сьогодні можлива практично по будь-якому положенню. Це 5'-та 3'-кінцеві гідроксильні групи, міжнуклеотидні фосфати, рідше аміногрупи та лактамні функції гетероциклічних основ, положення С-8 пуринів і С-5 піримідинів, С-2' вуглеводного фрагмента, в окремих випадках положення С-1' і С-4' залишку дезоксирибози нуклеозидів.
Крім хімічних методів модифікації олігонуклеотидів, існують і ферментативні підходи. Вони обмежені субстратами, які може використовувати фермент, найчастіше ДНК-полімераза І E. coli та дезоксинуклеотид-трансфераза. Перший застосовують для модифікації будь-якого положення олігонуклетиду з використанням комплементарної матриці, другий — для модифікації 3'-кінця олігомеру без матриці. Субстратами є модифіковані нуклеозидтрифосфати, в які введено репортерну групу. Ферментативний синтез широко застосовують при детекції ДНК із уведенням флуоресцентних міток чи біотину за допомогою ПЛР.

## Зноски
1. ↑  Oligonucleotide - an overview | ScienceDirect Topics. www.sciencedirect.com. Процитовано 7 липня 2022.
2. ↑  reserved, Mettler-Toledo International Inc all rights. Синтез олигонуклеотидов. www.mt.com (рос.). Процитовано 7 липня 2022.
3. ↑  What is an Oligonucleotide?. News-Medical.net (англ.). 22 вересня 2010. Процитовано 7 липня 2022.
4. ↑  Дубей, І.Я. (2006). Кон’югати олігонуклеотидів з інтеркаляторами: синтез та біологічна активність (PDF). www.bioorganica.org.ua (українська) . І.Я. Дубей. Процитовано 08.07.2022.